# (7698) Schweitzer
(7698) Schweitzer ist ein Asteroid des inneren Hauptgürtels, der am 11. Januar 1989 vom deutschen Astronomen Freimut Börngen an der Thüringer Landessternwarte Tautenburg (IAU-Code 033)  in Südböhmen entdeckt wurde.
Der Asteroid wurde nach dem deutsch-französischen Forscher, Arzt, Philosophen, evangelischen Theologen, Organisten, Musikwissenschaftler und Pazifisten Albert Schweitzer (1875–1965) benannt, der eine Krankenstation in Lambarene im zentralafrikanischen Gabun gründete und 1953 den Friedensnobelpreis für das Jahr 1952 zuerkannt erhielt, den er 1954 entgegennahm. Der Himmelskörper gehört zur Nysa-Gruppe, einer nach (44) Nysa benannten Gruppe von Asteroiden (auch Hertha-Familie genannt, nach (135) Hertha).